# Pizzale
Pizzale (Al Pissà in dialetto oltrepadano) è un comune italiano di 685 abitanti della provincia di Pavia in  Lombardia. Si trova nella pianura dell'Oltrepò Pavese, alla destra del torrente Staffora, poco a nord di Voghera.

## Storia
La storia di Pizzale è strettamente legata a quella di Voghera. Fu sotto la signoria di una famiglia che prese dal luogo il nome Pizzale (de Pizzalibus); insieme a Voghera entrò a far parte del territorio pavese nel 1164, e appartenne alla podesteria e poi al feudo di Voghera, cui restò sempre unito nei successivi passaggi dai Beccaria ai Dal Verme e ai Dal Pozzo, fino al 1770 quando Voghera fu liberata dal regime feudale. Tuttavia fu l'unico paese del feudo di Voghera a mantenere l'autonomia comunale, mentre gli altri numerosi centri di tale feudo, già comuni prima del XVII secolo, venivano assorbiti dal capoluogo.

### Porana
All'inizio del XIX secolo fu unito a Pizzale il territorio del soppresso comune di Porana. Questo centro ebbe una storia molto diversa dal suo attuale capoluogo: apparteneva alla pieve di Casteggio, nella diocesi di Piacenza (mentre Pizzale era nella pieve di Voghera, diocesi di Tortona), e fu un antichissimo possesso della Chiesa di Pavia cui sarebbe stato donato dal vescovo Crispino (la parrocchia è infatti dedicata a San Crispino). Come comune era noto già nel XIII secolo, ed era dotato di un castello, distrutto per ordine di Castellino Beccaria, signore di Voghera, durante le lotte con i Visconti (cui probabilmente Porana era rimasta fedele).

## Galleria d'immagini

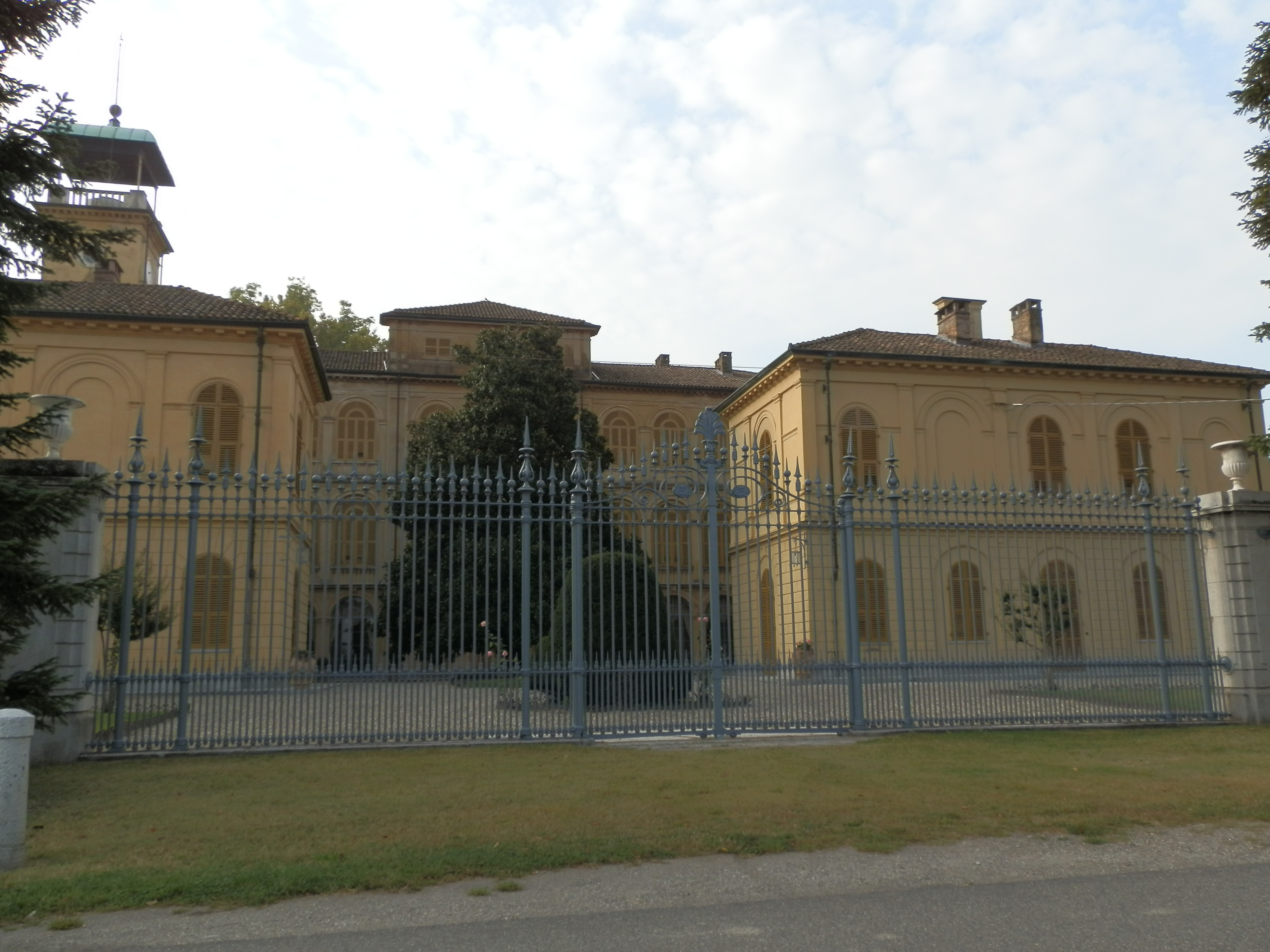
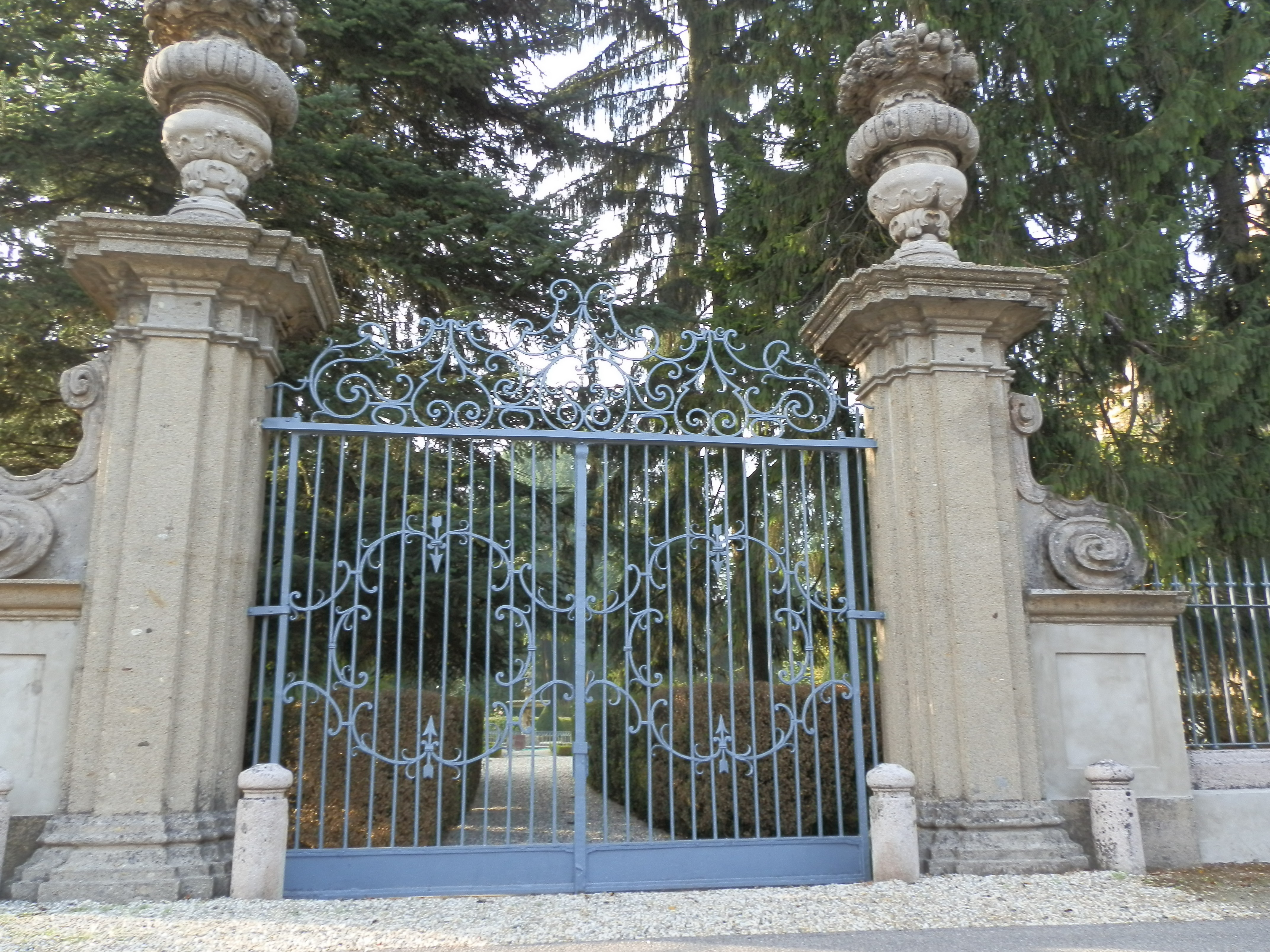
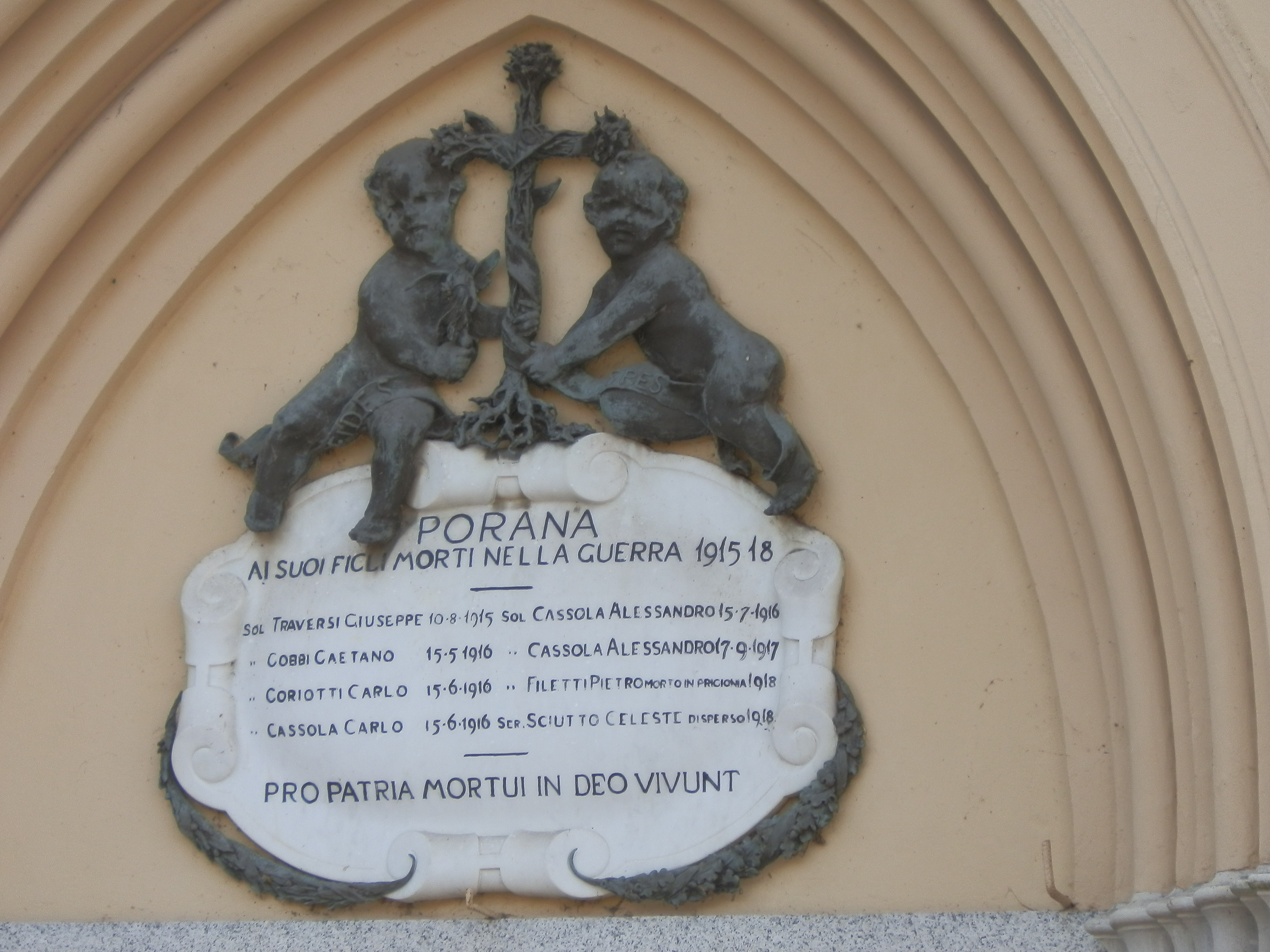
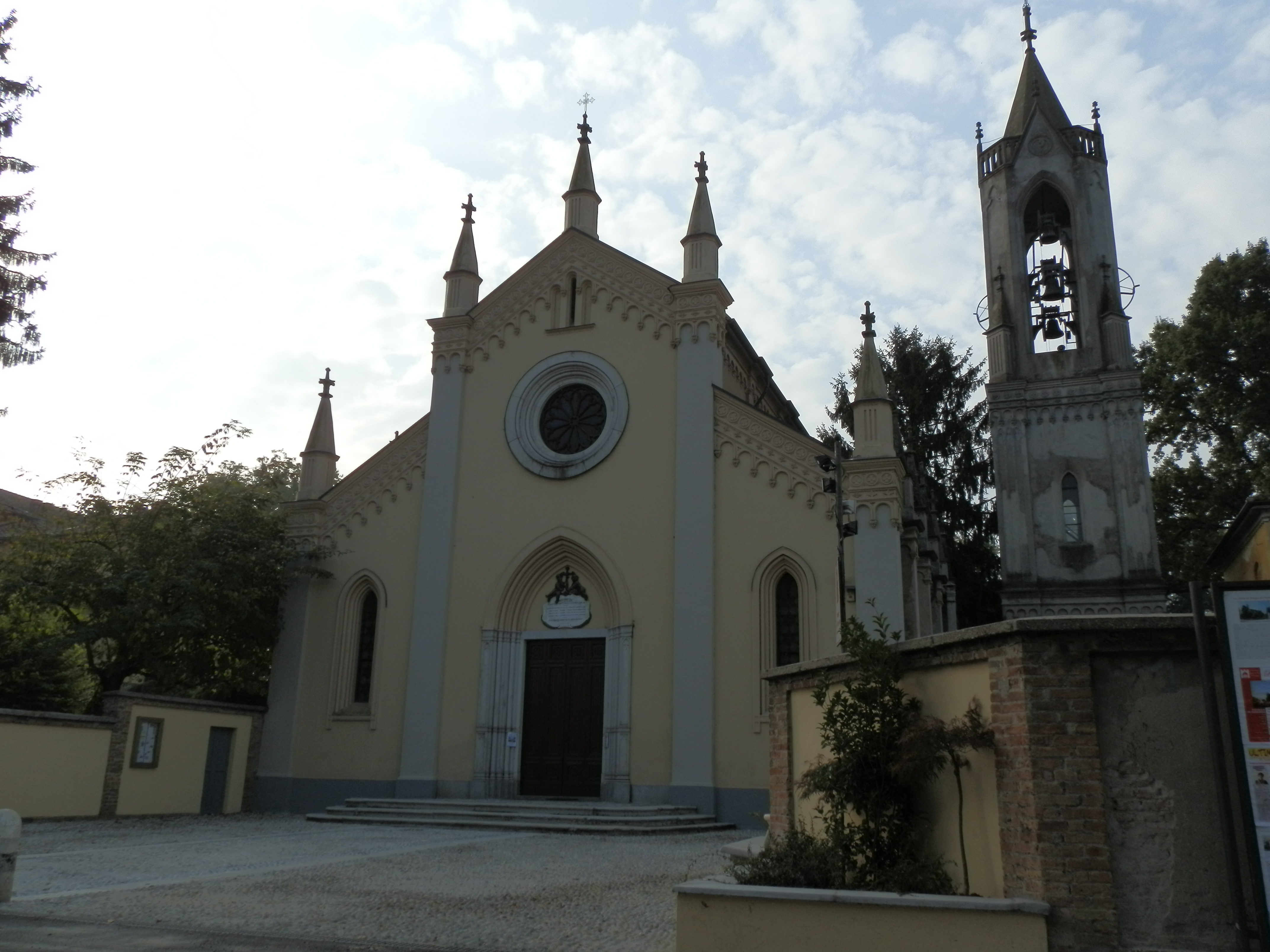

## Monumenti e luoghi di interesse
- Villa Meroni

## Società

### Evoluzione demografica
Abitanti censiti